# 郵便事業大阪南港ターミナル支店
郵便事業大阪南港ターミナル支店（ゆうびんじぎょう おおさかなんこうターミナルしてん、大阪南港TM支店）は、かつて存在した郵便事業株式会社の一支店。

## 概要
ゆうパックの地域区分拠点の一つで、大阪府大阪市住之江区に存在した。
日本通運大阪南港ターミナル敷地内。
同ターミナルは日通アロー便の大阪市内16区、大阪府南部（堺市・柏原市・南河内・泉州地域）、兵庫県尼崎市・伊丹市、奈良県下、和歌山県下の集配拠点かつ関西地区最大のアロー便の集約拠点でもある。
2010年（平成22年）7月1日に新設、2011年8月28日に廃止され、郵便事業新大阪支店の南港分室に移行された。
郵便番号は559-8998のままである。
2012年10月1日から新大阪郵便局南港分室となり、2025年（令和7年）時点も日本通運大阪南港ターミナル内に現存する。
新大阪郵便局南港分室は、大阪府下（郵便番号の上2桁が56 - 59地域）のゆうパックの地域区分を担当する他、近畿2府4県以外から郵便番号の上2桁が63 - 67の地域（奈良県・和歌山県・兵庫県）方面へのゆうパックの中継も行われる。

## 周辺
- 大阪南港フェリーターミナル
- Osaka Metro南港ポートタウン線（ニュートラム）フェリーターミナル駅
- ヤマト運輸関西支社・大阪支店。